# Begenchmuhamed Kuliyev
Begenchmuhammed Nuryagdyevich Kuliyev - em russo, Бегенчмухаммед Нурягдьевич Кулиев e em turcomeno, Begençmuhammet Nurýagdyýewiç Kulyýew (Asgabate, 4 de abril de 1977) é um ex-futebolista turcomeno que atuava como meio-campista.

## Carreira
Iniciou sua carreira em 1997, no Köpetdag, jogando também por Nisa Aşgabat (2 passagens) e FK Ashgabat em seu país natal. Fora do Turcomenistão, atuou no futebol da Rússia (Kristall Smolensk), Irã (Aboomoslem) e Cazaquistão (Shakhter Karagandy e FC Vostok). Aposentou-se dos gramados em 2009, aos 32 anos.

## Seleção Turcomena
Pela Seleção Turcomena, Kuliyev jogou 24 partidas e fez 8 gols entre 1997 e 2006. Integrou o elenco dos Akhal-Teke na Copa da Ásia de 2004, a primeira competição disputada pelo Turcomenistão como país independente, atuando nas 3 partidas da equipe, que caiu na fase de grupos.